# Боковая поверхность

Прямой круговой цилиндр с развёрткой его боковой поверхности

Боковая поверхность — поверхность тела без его оснований. Определяется для цилиндров, конусов, усечённых конусов, призм, шаровых сегментов, шаровых слоёв и так далее.

## Площадь
Площадь боковой поверхности может быть найдена используя следующие формулы:
- Для прямого цилиндра и призмы: произведение периметра основания на высоту.
- Для прямого кругового конуса и правильной пирамиды: произведение периметра основания на половину апофемы.
- Для усечённого прямого кругового конуса и правильной усечённой пирамиды: произведение полусуммы периметров обоих оснований на апофему.

Площадь боковой поверхности прямого цилиндра вычисляется по его развёртке. Развёртка цилиндра представляет собой прямоугольник с высотой {\displaystyle h} и длиной {\displaystyle P}, равной периметру основания. Следовательно, площадь боковой поверхности цилиндра равна площади его развёртки и вычисляется по формуле:
{\displaystyle S_{b}=Ph}